# Pancratium zeylanicum
Espèce
Classification APG III (2009)
Pancratium zeylanicum, le lys calice de Ceylan, est une espèce de plante vivace à bulbe. Elle appartient à la famille des Liliaceae selon la classification classique. La classification phylogénétique la place dans la famille des Amaryllidaceae (ou optionnellement dans celle des Alliaceae).
Elle est originaire d'Inde et de différentes îles de l'océan Indien où elle est appelée couramment fleur de la pluie. En effet, cette plante fleurit pendant toute la saison des pluies.
Elle est présente sur l'île de Crète (octobre 2019) et l'île de Mayotte (mars 2025).
La pollinisation est assurée par un papillon de nuit à longue trompe (proboscis).
La reproduction peut se faire à partir de bulbes ou de graines.